# 克莱济约
克莱济约（法語：Cleyzieu，法語發音：[klɛzjø] ⓘ）是法国东部安省的一个市镇，属于贝莱区。

## 地理
克莱济约（45°54'28"N, 5°25'50"E）面积7.82 平方千米，位于法国奥弗涅-罗讷-阿尔卑斯大区安省，该省份为法国东部省份，北起汝拉省，西北接索恩-卢瓦尔省，西接罗讷省和里昂大都会，南至伊泽尔省，东与萨瓦省、上萨瓦省和瑞士接壤。
与克莱济约接壤的市镇（或旧市镇、城区）包括：科南、比热地区圣朗贝尔、苏克兰、托尔雪。

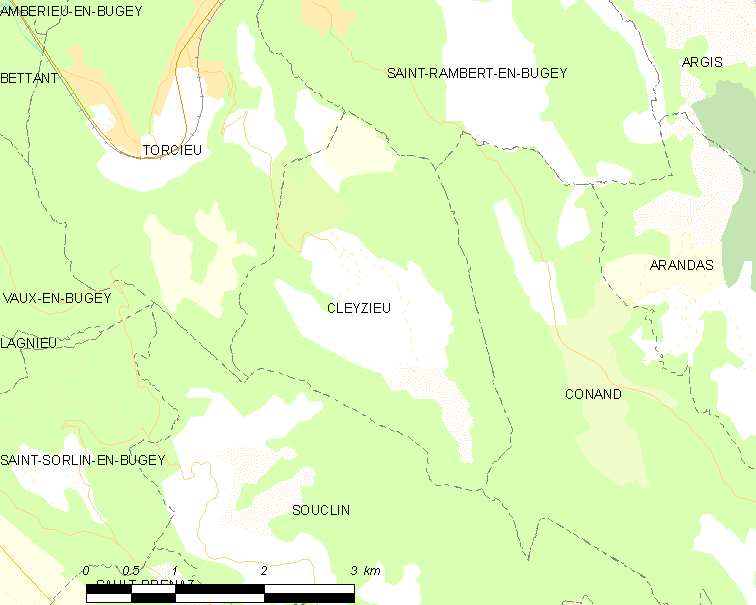
克莱济约的OSM定位图

克莱济约的时区为UTC+01:00、UTC+02:00（夏令时）。

## 行政
克莱济约的邮政编码为01230，INSEE市镇编码为01107。

## 政治
克莱济约所属的省级选区为昂贝略昂比热县、canton of Saint-Rambert-en-Bugey。

## 人口

1962-2008年间克莱济约人口变化图示

克莱济约于2022年1月1日时的人口数量为144人。